# 西迪胡維萊德
31°58′47″N 5°25′06″E / 31.97972°N 5.41833°E
西迪胡維萊德（阿拉伯语：‎），是阿爾及利亞的城鎮，位於該國東部，由瓦爾格拉省負責管轄，是西迪胡維萊德區的首府，面積131平方公里，海拔高度159米，2008年人口8,803，人口密度每平方公里67人。